# Beaufort (North Carolina)
Beaufort (ˈboʊfɚt) ist eine Town in und Verwaltungssitz von Carteret County im Bundesstaat North Carolina in den Vereinigten Staaten von Amerika mit 4464 Einwohnern im Jahr 2020. Der Ort wurde nach Henry Somerset, 1. Duke of Beaufort, benannt und wird gelegentlich mit der in South Carolina gelegenen gleichnamigen Stadt verwechselt, die sich aber durch die Aussprache unterscheiden. Beaufort ist nach New Bern und Bath der drittälteste Ort North Carolinas und liegt in der Region der Inner Banks in der atlantischen Küstenebene im Osten des Staates. Am Ort befindet sich das North Carolina Maritime Museum und das meeresbiologische Labor der Duke University, die Nicholas School of the Environment and Earth Sciences. In der Nähe befindet sich das Rachel-Carson-Reserve-Schutzgebiet des National-Estuarine-Research-Reserve-Netzwerks der National Oceanic and Atmospheric Administration.

## Geographie
Die Kleinstadt umfasst ein Gebiet von 9,2 Quadratkilometern, wovon 2,1 Quadratkilometer, also 22,8 %, Wasserflächen sind.

## Demographie
Nach der Volkszählung im Jahr 2000 lebten hier 3771 Menschen in 1780 Haushalten und 1048 Familien. Die Bevölkerungsdichte beträgt 531 Einwohner pro km². Ethnisch betrachtet setzt sich die Bevölkerung zusammen aus 75,9 % weißer Bevölkerung, 20,0 % Afroamerikanern, 0,1 % amerikanischen Ureinwohnern, 0,4 % Asiaten und 2,4 % aus anderen ethnischen Gruppen; etwa 1,2 % gaben die Abstammung von zwei oder mehr Ethnien an. 3,8 % der Bevölkerung sind Spanier oder Lateinamerikaner.
Von den 1780 Haushalten hatten 21,9 % Kinder unter 18 Jahren, die bei ihnen lebten, 40,3 % davon waren verheiratete, zusammenlebende Paare, 15,3 % waren allein erziehende Mütter und 41,1 % waren keine Familien. 35,5 % bestanden aus Singlehaushalten und in 15,6 % lebten Menschen mit 65 Jahren oder älter. Die Durchschnittshaushaltsgröße betrug 2,07 und die durchschnittliche Familiengröße war 2,65 Personen.
18,3 % der Bevölkerung waren unter 18 Jahre alt, 7,3 % zwischen 18 und 24 Jahre, 27,9 % zwischen 25 und 44 Jahre, 26,7 % zwischen 45 und 64, und 19,8 % waren 65 Jahre alt oder älter. Das Durchschnittsalter betrug 43 Jahre. Auf 100 weibliche Personen kamen 87,1 männliche Personen. Auf 100 Frauen im Alter von 18 Jahren oder darüber kamen 83,5 Männer.
Das jährliche Durchschnittseinkommen eines Haushalts betrug 28.763 US-$ und das jährliche Durchschnittseinkommen einer Familie betrug 39.429 $. Männer hatten ein durchschnittliches Einkommen von 30.859 $ gegenüber den Frauen mit 22.955 $. Das Prokopfeinkommen betrug 19.356 $. 16,6 % der Bevölkerung und 13,3 % der Familien lebten unterhalb der Armutsgrenze. 35,0 % von ihnen sind Kinder und Jugendliche unter 18 Jahre und 10,4 % sind 65 Jahre oder älter.

## Söhne und Töchter der Stadt
- Samuel Ashe (1725–1813), Governor North Carolinas[4]
- Michael John Smith (1945–1986), Astronaut und Leiter der gescheiterten NASA-Space-Shuttle-Mission STS-51-L.
- Brien Taylor, Baseballspieler in der Reservemannschaft New York Yankees